# Le grandi storie della fantascienza: 1961
Le grandi storie della fantascienza: 1961 (titolo originale Isaac Asimov Presents the Great SF Stories 23 (1961)) è un'antologia di racconti di fantascienza raccolti e commentati da Isaac Asimov e Martin H. Greenberg. Fa parte della serie Le grandi storie della fantascienza e comprende racconti pubblicati nel 1961.
È stata pubblicata nel 1991 e tradotta in italiano nel 1993.

## Racconti
- Alto tradimento (The Highest Treason), di Randall Garrett
- La serra (The Long Afternoon of Earth), di Brian W. Aldiss
- Nave Zoo (Hiding Place), di Poul Anderson
- Playboy e il dio limaccioso (Playboy and the Slime God), di Isaac Asimov
- Un premio per Edie (A Prize for Edie), di J. F. Bone
- La nave che cantava (The Ship Who Sang), di Anne McCaffrey
- La morte e il senatore (Death and the Senator), di Arthur C. Clarke
- Il cannone di legno (The Quaker Cannon), di Frederik Pohl e Cyril M. Kornbluth
- Un pianeta chiamato Shayol (A Planet Named Shayol), di Cordwainer Smith
- Uccello della pioggia (Rainbird), di R. A. Lafferty
- Muro di cristallo, occhio della notte (Wall of Crystal, Eye of Night), di Algis Budrys
- Ricordati di Alamo! (Remember the Alamo), di T. R. Feherenbach
- Il Faleno lunare (The Moon Moth), di Jack Vance

## Edizioni
- Isaac Asimov Presents The Great SF Stories 23 (1961), DAW Books, 1991.
- Le grandi storie della fantascienza: 1961, Arnoldo Mondadori Editore, 1993, ISBN 88-04-37674-0.